# Hulttjärnen (Kroppa socken, Värmland)
Hulttjärnen är en sjö i Filipstads kommun i Värmland och ingår i Göta älvs huvudavrinningsområde.